# Erechtia punctipes
Erechtia punctipes är en insektsart som beskrevs av Buckton. Erechtia punctipes ingår i släktet Erechtia och familjen hornstritar. Inga underarter finns listade i Catalogue of Life.